# Nekrolog 1392
Nekrolog
◄◄
| ◄
| 1388
| 1389
| 1390
| 1391
| 1392 | 1393 | 1394 | 1395 | 1396 | ► | ►►
Weitere Ereignisse | Allgemeiner Nekrolog 1392
Die Beschreibung der verstorbenen Person sollte so kurz wie möglich gehalten sein und nur deren signifikante Tätigkeit(en) enthalten.
Neue Namen ggf. auch unter dem Geburts- und Sterbedatum, also etwa unter 1. Januar und im Geburts- und Sterbejahr (2024) eintragen (nur bei entsprechender großer Wichtigkeit). Für Beispiele siehe die schon vorhandenen Artikel.
Außerdem über die fünf zuletzt Verstorbenen, zu denen es einen ausreichend guten Artikel für eine Präsentation auf der Hauptseite gibt, nach der todesbedingten Überarbeitung der Artikel ggf. auch unter Wikipedia Diskussion:Hauptseite informieren und sie am besten auch in den anderen Wikipedia-Sprachversionen eintragen. Tipp: Regelmäßig bei news.google.de nach „ist tot“, „gestorben“ oder „verstorben“ suchen.
Wenn eine Person gestorben ist, gibt es viele Seiten zu dieser Person in der Wikipedia, die davon auch betroffen sind und entsprechend aktualisiert werden müssen. Beispiele: Namenübersichtsseite, Geburtsjahr, Geburtsort-Seiten und viele mehr.
Wie finde ich die betroffenen Seiten?
Im Suchfeld auf der linken Seite gibt man den Suchbegriff so ein: „Vorname Nachname“. Dann klickt man auf Volltext und alle Seiten mit entsprechendem Suchtext werden aufgerufen. Hier sieht man dann schnell, wo auch das Todesjahr Sinn macht oder sogar ein Teil des Artikels angepasst werden muss. Auch hilft das „Werkzeug“ auf der linken Seite sehr gut, um solche Seiten aufzufinden: „Links auf diese Seite“. Somit ist die Wikipedia wieder aktuell in allen Bereichen! Hinweis: bei Eintragung der Kategorie „Gestorben JAHR“ wird der Missbrauchsfilter 49 ausgelöst, was jedoch nicht schlimm ist. Siehe: Spezial:Missbrauchsfilter/49
Dies ist eine Liste von im Jahr 1392 verstorbenen bekannten Persönlichkeiten. Die Einträge erfolgen innerhalb der einzelnen Daten alphabetisch sortiert. Tiere sind im Nekrolog für Tiere zu finden.

## Januar
| Tag        | Name                | Beruf, bekannt als             | Alter | Beleg |
| ---------- | ------------------- | ------------------------------ | ----- | ----- |
| 12. Januar | Johann III. Radlica | Bischof von Krakau (1382–1392) |       |       |

## Februar
| Tag         | Name                   | Beruf, bekannt als                          | Alter | Beleg |
| ----------- | ---------------------- | ------------------------------------------- | ----- | ----- |
| 11. Februar | Nikolaus I. von Meißen | deutscher Bischof von Lübeck und von Meißen |       |       |

## März
| Tag      | Name                | Beruf, bekannt als               | Alter | Beleg |
| -------- | ------------------- | -------------------------------- | ----- | ----- |
| 15. März | Eberhard II.        | Graf von Württemberg (1344–1392) |       |       |
| März     | Hermann von Münster | gotischer Glasmaler              |       |       |

## April
| Tag      | Name          | Beruf, bekannt als                                                                                             | Alter | Beleg |
| -------- | ------------- | --- | ----- | ----- |
| 4. April | Jeong Mong-ju | koreanischer Politiker der Goryeo-Dynastie, Diplomat, neokonfuzianischer Philosoph, Dichter und Schriftsteller | 54    |       |

## Mai
| Tag     | Name     | Beruf, bekannt als | Alter | Beleg |
| ------- | -------- | ------------------ | ----- | ----- |
| 22. Mai | Augustin | Bischof von Lavant |       |       |

## August
| Tag        | Name                | Beruf, bekannt als                                      | Alter | Beleg |
| ---------- | ------------------- | ------------------------------------------------------- | ----- | ----- |
| 15. August | Marquard von Lindau | deutscher franziskanischer theologischer Schriftsteller |       |       |

## September
| Tag           | Name                  | Beruf, bekannt als                                     | Alter | Beleg |
| ------------- | --------------------- | ------------------------------------------------------ | ----- | ----- |
| 25. September | Sergius von Radonesch | Gründer des Dreifaltigkeitsklosters in Sergijew Possad |       |       |

## Oktober
| Tag         | Name                           | Beruf, bekannt als                                                             | Alter | Beleg |
| ----------- | ------------------------------ | ------------------------------------------------------------------------------ | ----- | ----- |
| 3. Oktober  | Yusuf II.                      | Emir von Granada (1391–1392)                                                   |       |       |
| 10. Oktober | Johannes Hiltalingen von Basel | Magister und Provinzial des Ordens der Augustiner-Eremiten, Bischof von Lombez |       |       |

## November
| Tag          | Name                    | Beruf, bekannt als                       | Alter | Beleg |
| ------------ | ----------------------- | ---------------------------------------- | ----- | ----- |
| 15. November | Ortolf von Offenstetten | Bischof von Lavant                       |       |       |
| 16. November | Bertrand Lagier         | Kardinal der römisch-katholischen Kirche |       |       |

## Dezember
| Tag          | Name                                    | Beruf, bekannt als                                | Alter | Beleg |
| ------------ | --------------------------------------- | ------------------------------------------------- | ----- | ----- |
| 5. Dezember  | Everhard von Westerheim                 | deutscher Weihbischof in Köln                     |       |       |
| 23. Dezember | Isabella von Kastilien, Duchess of York | spanische Adlige und durch Heirat Duchess of York |       |       |

## Datum unbekannt
| Tag               | Name                              | Beruf, bekannt als                 | Alter | Beleg |
| ----------------- | --------------------------------- | ---------------------------------- | ----- | ----- |
| September/Oktober | Georg Thopia                      | albanischer Fürst                  |       |       |
|                   | Johannes von Arderne              | englischer Chirurg                 |       |       |
|                   | John Grey                         | englischer Adeliger                |       |       |
|                   | Agnes von Habsburg                | Herzogin von Schweidnitz und Jauer |       |       |
|                   | Heidenreich Wolf von Lüdinghausen | Bischof von Münster                |       |       |
|                   | Robert de Vere, Duke of Ireland   | britischer Adeliger                |       |       |
|                   | Vlatko Vuković                    | bosnischer Großherzog              |       |       |